# Шурепова, Галина Александровна
Гали́на Алекса́ндровна Шуре́пова (5 мая 1939 — 15 мая 2017) — первая женщина-водолаз в Военно-морском флоте СССР, а впоследствии и в военно-морских силах Украины; также женщина-тренер боевых дельфинов для использования в интересах обороны государства (с 1968 в дельфинарии ВМФ СССР, Севастополь, на берегу Казачьей бухты).

## Биография
Родилась 5 мая 1939 года.
До войны родители Галины — Александр Алексеевич и Александра Фёдоровна Шуреповы вместе с дочерьми Галей и Наташей жили в небольшом литовском городке Вилькавишкисе. Отец (в звании майора) был разведчиком. C самого начала Великой Отечественной войны отец был контужен и его эвакуировали на самолёте в тыл, а семья осталась на оккупированной территории и вскоре попала в руки гестапо. Девочек поместили в немецкий приют, где они получили новые имена — Хелена и Алдона (род. 10.10.1940). Мама работала подёнщицей на хуторе у литовцев. Затем детей отправили в Германию, где они попали в донорскую группу детей «Пфляуме».
После войны, в 1948 году, сестёр привезли в Вильнюс и в очередной раз поменяли фамилию на Шубертайте. К этому времени девочки полностью забыли русский язык и в литовском детском доме говорили только по-немецки.
Их отец, прошедший всю войну с Красной Армией, начал разыскивать свою семью. Сначала А. А. Шурепов нашёл жену. Затем родители, объединив усилия, начали поиск дочерей. В феврале 1949 года Шурепов по служебным делам был в Вильнюсе. В одном из детдомов обратил внимание на даты рождения сестёр Шубертайте. Числа совпадали с днями рождения его пропавших дочерей, которые ими и оказались! Отец забрал девочек из детского дома и привёз в Гродно, где жил к тому времени.

## Образование
Галина окончила Ленинградский институт физкультуры.

## Кино
Снималась в художественном фильме «Человек-амфибия» (1961) и документальном «Рассказы моря» (1960).

## Спорт
В 1961 году первая в СССР стала мастером спорта по подводному спорту. Была членом ЦК ДОСААФ.

## Карьера
После окончания института Галина три года работала на Сахалине, где организовала первую на острове секцию подводного плавания. Потом вернулась в Ленинград, где несколько лет отработала тренером легководолазов-мужчин для Балтийского пароходства, а затем переехала в Севастополь.
По приказу командующего Военно-морским флотом в конце 1960-х годов в Севастополе создавалась секретная база для подготовки боевых дельфинов. Получив предложение поработать на базе, Шурепова, взяв ребёнка и оставив квартиру в Ленинграде, поселилась в палатке на берегу бухты, где в вольере жили 40 дельфинов-афалин. В палатке тренер прожила два года, день и ночь изучая жизнь своих подопечных.

## В настоящее время
До настоящего времени Галина Александровна жила в Севастополе, находилась на пенсии, инвалид II группы, перенесла тяжёлую онкологическую операцию и несколько операций в Германии по протезированию суставов. Человек большой воли и оптимизма.

## Семья
Отец умер 31 мая 1985 года в Киеве, был генералом в отставке, председателем Федерации лёгкой атлетики Украинской ССР.